# 뉴러우몐
뉴러우몐(중국어 정체자: 牛肉麵, 병음: niúròumiàn, 한자음: 우육면) 또는 타이완 뉴러우몐(중국어 정체자: 臺灣牛肉麵, 병음: Táiwān niúròumiàn, 한자음: 대만 우육면)은 타이완의 쇠고기 국수이다. 타이완의 국민 음식 가운데 하나로 여겨진다.

## 이름
중국어 뉴러우몐(牛肉麵, niúròu miàn)은 "쇠고기 국수"를 뜻하는 말이다. "뉴(牛, niú)"는 "소"를, "러우(肉, ròu)"는 "고기"를, "몐(麵, miàn)"은 "국수"를 뜻한다. 민난어 발음은 구바미(gû-bah-mī)이다.

## 역사
제2차 세계 대전 이후 국부천대 시기 타이완 가오슝 강산구에서 쓰촨 등지 출신 외성인 참전 군인들이 만든 음식이다. 쓰촨 요리의 영향이 짙게 드러난다.

## 종류
기본적으로 국물이 맑은 칭둔뉴러우몐(清燉牛肉麵)과 국물이 붉은 훙사오뉴러우몐(紅燒牛肉麵)으로 나눌 수 있다. 타이완에서는 후자가 쓰촨 뉴러우몐(四川牛肉麵)으로 불리기도 하며, 화자오를 넣어 얼얼한 맛을 낼 경우에는 마라뉴러우몐(麻辣牛肉麵)으로도 부른다.

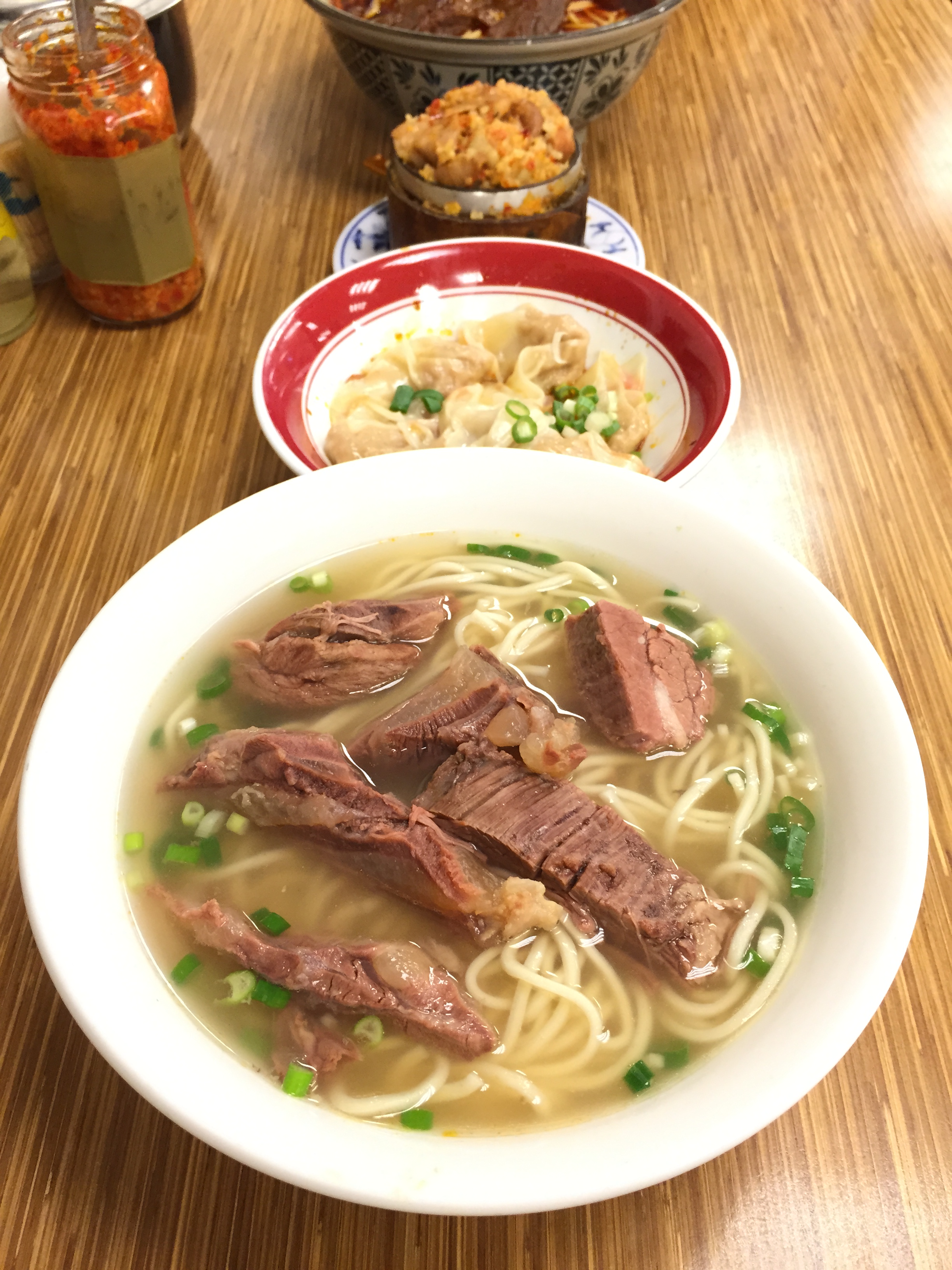
칭둔뉴러우몐
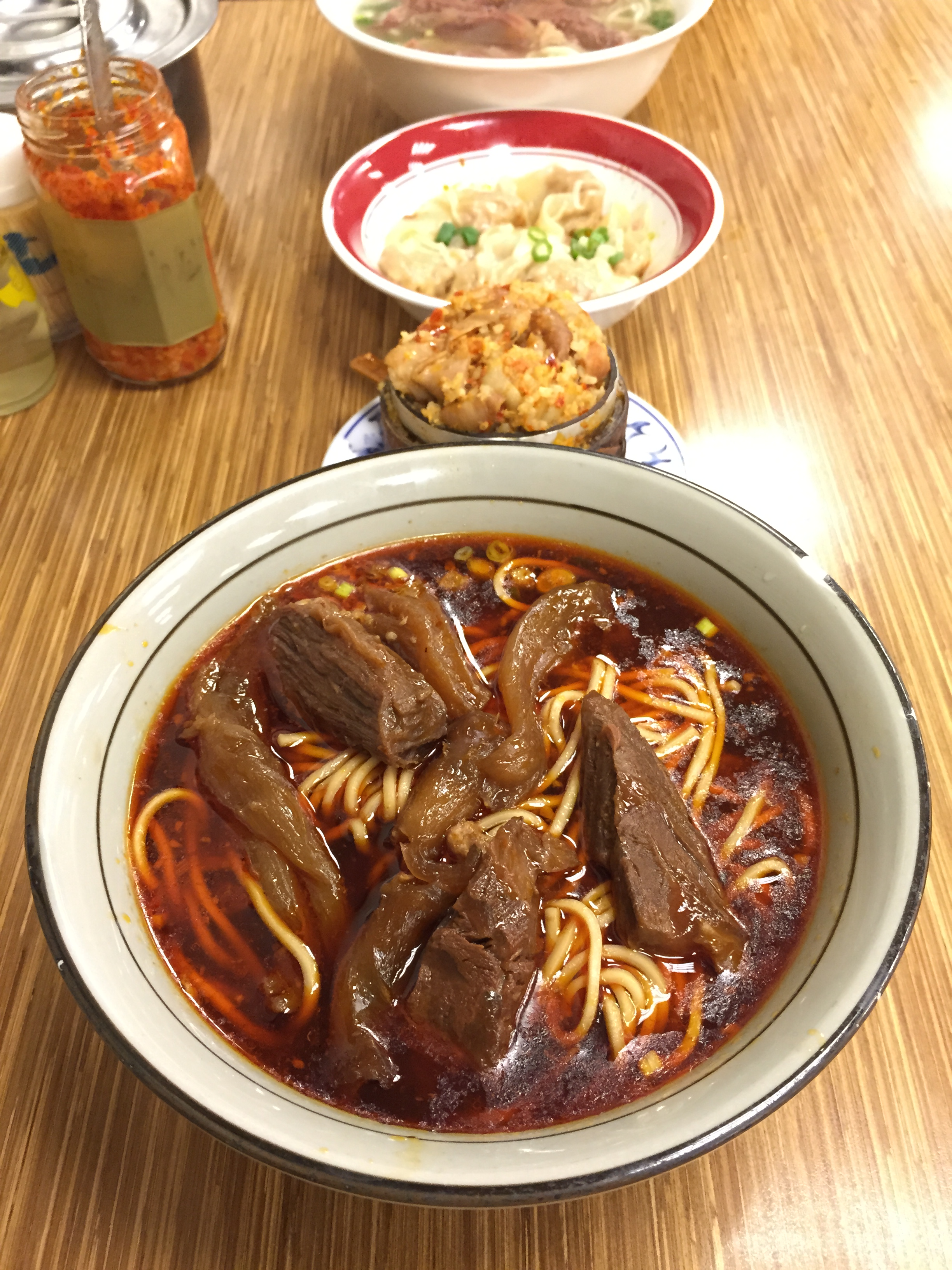
훙사오뉴러우몐

## 같이 보기
- 꾸아이띠아오 르아
- 란저우 라몐
- 육면